# فهرست شخصیت‌های شگفت‌انگیزان

خانوادهٔ پار، شخصیت‌های اصلی سری فیلم‌های شگفت‌انگیزان

این فهرست شخصیت‌های اصلی و فرعی شگفت‌انگیزان و شگفت‌انگیزان ۲ را شامل می‌شود.

## خانوادهٔ پار

### باب پار (آقای شگفت‌انگیز)
باب پار یا آقای شگفت‌انگیز که همچنین در نقش شوهر هلن است؛ قدرتش این است که زور بسیار زیادی دارد.

### هلن پار (الاستی‌گرل)
هلن پار یا الاستی‌گرل که همچنین همسر باب است و توانایی کشسانی بدنی، همچون لاستیک را دارد. هالی هانتر به جای این شخصیت در نسخه سینمایی صداپیشگی کرده‌است. همچنین الیزابت دیلی و الی جانسون؛ به ترتیب در بازی کامپیوتری و نسخه لگو شگفت‌انگیزان برای این کاراکتر سخن گفته‌اند. شخصیت هلن پار با واکنش‌ های مثبتی از سوی منتقدان و تماشاگران روبرو گردید که از این شخصیت به عنوان یک مادر ابرقهرمان که سعی در نجات دنیا و حفظ خانواده‌اش دارد، تمجید کردند.

### وایولت پار
وایولت پار، بزرگترین فرزند پارها، که می‌تواند نامرئی شود و گونه‌ ای سپر مقاوم در برابر ضربه ایجاد کند. وایولت فرزند بزرگ هلن پار و باب پار است. او دو برادر کوچک‌تر از خود به نام‌های دش و جک-جک دارد و همچون دیگر اعضای خانواده‌اش یک ابرانسان است. وایولت قدرت نامرئی شدن دارد. او همچنین قادر است تا در اطراف خود سپر محافظ ایجاد کرده و به دلخواه خود آن را کوچک یا بزرگ کند. در کنار ابرقهرمان بودن؛ وایولت یک دختر دبیرستانی خجالتی است که دربارهٔ بسیاری از موضوعات کنجکاو است.

### دش پار
دشیل «دش» پار، فرزند دوم پارها است و سرعت بسیار بالایی به ویژه در دویدن دارد. این شخصیت توسط سازنده انیمیشن شگفت‌ انگیزان یعنی برد برد ایجاد شده و تا کنون در دو قسمت از این مجوعه که شامل شگفت‌انگیزان و شگفت‌انگیزان ۲ می‌شود، حضور یافته‌است. دش فرزند بزرگ هلن پار و باب پار است. او یک خواهر بزرگ‌ تر و یک برادر کوچک‌تر از خودش دارد و همچون همه اعضای خانواده‌ اش یک ابرانسان است. ویژگی اصلی دش، سرعت بسیار بالای اوست. او می‌تواند با سرعت بسیار زیاد حتی در مسافت‌ های طولانی بدود. به خاطر همین ویژگی، ورزش مورد علاقه‌اش دو و میدانی است.

### جک-جک پار
جک-جک پار نوزاد این خانواده است و قدرت‌هایش در فیلم دوم کاملاً آشکار می‌شود.

## هم‌پیمانان

### فروزون
لوسیوس بست یا فروزون، بهترین دوست باب است که می‌تواند از رطوبت موجود در هوا، یخ بسازد.

### ادنا مد
ادنا «ای» مد یک شخصیت در سری انیمیشن شگفت‌انگیزان محصول شرکت پیکسار است. این شخصیت توسط سازنده انیمیشن شگفت‌انگیزان یعنی برد برد ایجاد شده و تاکنون در دو قسمت از این مجموعه که شامل شگفت‌انگیزان و شگفت‌انگیزان ۲ می‌شود، حضور یافته‌است. در دو قسمت از انیمیشن شگفت‌انگیزان که تاکنون منتشر شده، خود برد برد به جای این شخصیت سخن گفته‌است. ادنا یک طراح لباس و طراح مد با خصوصیات اخلاقی عجیب و غریب است که به خاطر طراحی لباس ابرقهرمان‌ها شهرت دارد. پس از ممنوعیت فعالیت ابرقهرمانان، ادنا نیز بازنشسته می‌شود که این مسئله بسیار او را آزار می‌دهد. در کنار طراحی لباس، ادنا یک مهندس و دانشمند نیز می‌باشد و محل کار خود را با آخرین سیستم دفاعی موجود تجهیز کرده و معمولاً امکانات عجیب و غریبی در لباس‌هایی که طراحی می‌کند، قرار می‌دهد. او دوست نزدیک هلن پار و باب پار است و حتی بعد از بازنشستگی نیز دوستی خود را با آن‌ها حفظ کرده‌است.

### ریک دیکر
ریک دیکر، یک مأمور دولت که مسئول مخفی نگه داشتن پارها است.

## دشمنان

### سیندرم
بادی پاین ، شگفت‌بچه ، سیندرم ابرشروری است که قبل‌تر هوادار آقای شگفت‌ انگیز بوده‌است و با دانش خود، توانایی‌‌های جدیدی به خود می‌‌دهد و به دشمنی با قهرمانان داستان می‌پردازد.

### آندرماینر
شخصیتی که در پایان قسمت اول ظاهر می‌شود و در آغاز قسمت دوم به سرقت بانک می‌رود و از آقای شگفت انگیز شکست می‌خورد و دست به فرار می‌زند. ظاهر او شبیه به موش کور است و با ماشین غول پیکر خود در زیر زمین زندگی میکند. همچنین او در بازی ویدئویی شگفت‌انگیزان: خیزش آندرماینر ظاهر شده است.
میراژ
میراژ، زن دست راست سیندرم است که در قسمت یک حضور دارد.